# Authenticité (Zaire)

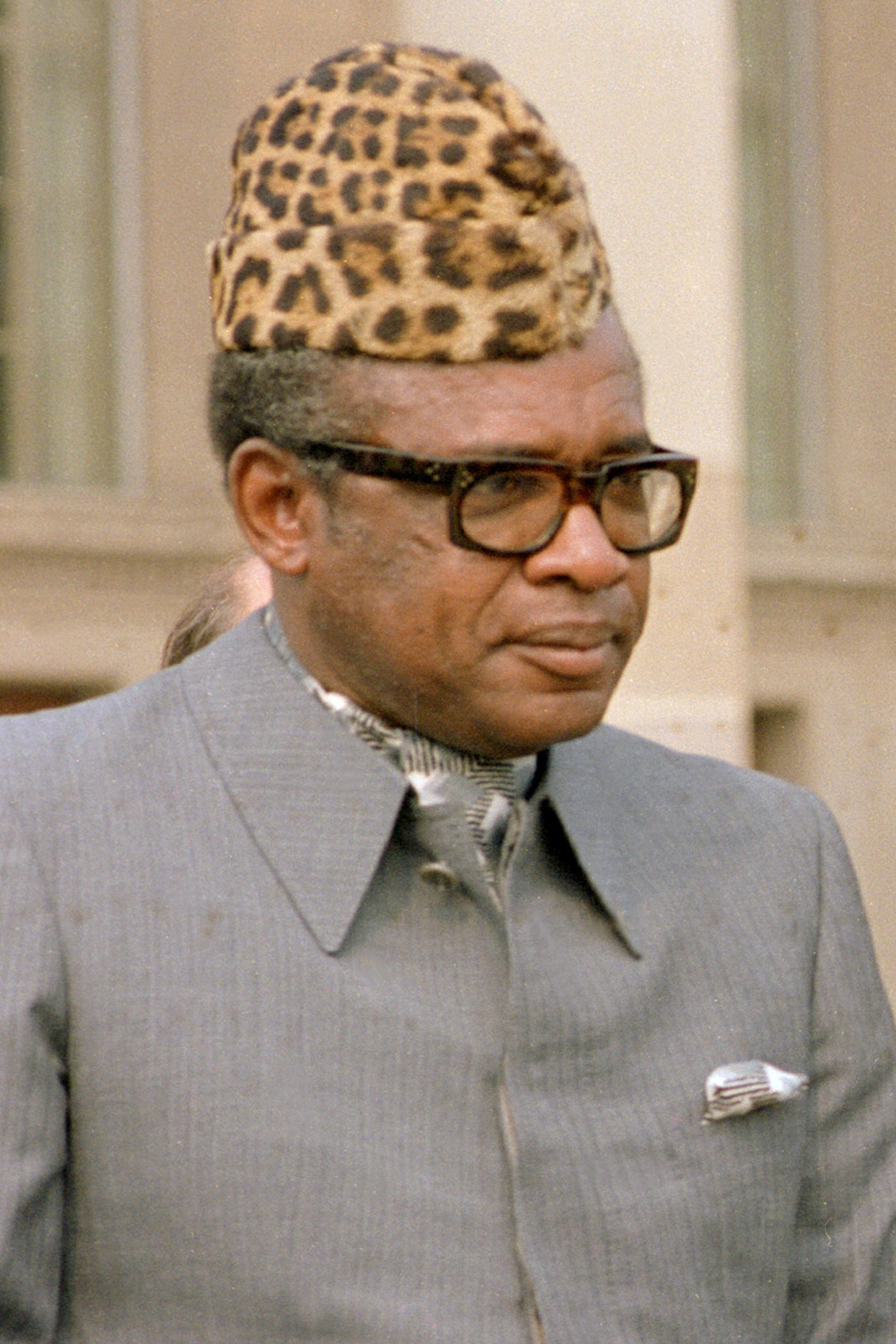
Mobutu Sese Seko ostentando um típico abacost em 1983.

Authenticité ou zairização foi uma ideologia estatal oficial do regime de Mobutu que se originou na década de 1960 e início da década de 1970, no que foi a primeira República do Congo-Léopoldville, rebatizada mais tarde de Zaire. A campanha foi um esforço para livrar o país dos vestígios remanescentes do colonialismo e da contínua influência da cultura ocidental e para criar uma identidade nacional mais centralizada e singular. A política, conforme implementada, incluiu numerosas alterações para o Estado e à vida privada, incluindo a renomeação do Congo e suas cidades, bem como uma eventual ordem que os zairenses deveriam abandonar os seus nomes de batismo para aqueles mais "autênticos". Além disso, o vestuário de estilo ocidental foi banido e substituído com uma túnica estilo Mao rotulada de "abacost" e seu equivalente feminino. A política começou a diminuir no final de 1970 e em sua maioria havia sido abandonada em 1990.

## Biografia
- Este artigo incorpora material em domínio público do  sítio eletrônico ou documento  de Estudos sobre Países da Biblioteca do Congresso dos Estados Unidos.
- Adelman, Kenneth Lee. "The Recourse to Authenticity and Negritude in Zaire." The Journal of Modern African Studies, Vol. 13, No. 1 (Mar., 1975), pp. 134–139.
- Dunn, Kevin C. (2003). Imagining the Congo: The International Relations of Identity. [S.l.]: Palgrave Macmillan. ISBN 978-1-4039-6160-0
- Kabwit, Ghislain C.. "Zaire: The Roots of the Continuing Crisis." The Journal of Modern African Studies. Vol. 17, No. 3 (Sep., 1979), pp. 381–407.
- Meditz, Sandra W. and Tim Merrill. Zaire: A Country Study. Claitor's Law Books and Publishing Division. ISBN 1-57980-162-5
- Meredith, Martin. The Fate of Africa: From the Hopes of Freedom to the Heart of Despair, a History of Fifty Years of Independence. PublicAffairs. ISBN 1-58648-398-6
- Wrong, Michela. In The Footsteps of Mr. Kurtz. Harper Collins. ISBN 0-06-093443-3
- Young, Crawford, and Thomas Turner. The Rise and Decline of the Zairian State. University of Wisconsin Press. ISBN 0-299-10110-X

- Este artigo foi inicialmente traduzido, total ou parcialmente, do artigo da Wikipédia em inglês cujo título é «Authenticité (Zaire)».